# زرداختر زرین
زرداختر زرین (نام علمی: Hypoxis hygrometrica) نام یک گونه از سرده زرداختر است.